# Oostenrijk op de Olympische Winterspelen 2006
Oostenrijk nam deel aan de Olympische Winterspelen 2006 in Turijn, Italië. De 23 medailles waren goed voor de derde plaats in het medailleklassement.

## Winnaars en meddiales

### Goud
- Alpineskiën
  - Dames afdaling: Michaela Dorfmeister
  - Dames Super G: Michaela Dorfmeister
  - Heren reuzenslalom: Benjamin Raich
  - Heren slalom: Benjamin Raich

- Rodelen
  - Heren dubbel: Andreas Linger en Wolfgang Linger

- Noordse combinatie
  - Team 4x5 km: Michael Gruber, Christoph Bieler, Felix Gottwald en Mario Stecher.
  - Individuele sprint: Felix Gottwald

- Schansspringen
  - Grote schans individueel: Thomas Morgenstern
  - Grote schans team: Martin Koch, Andreas Widhölzl, Andreas Kofler en Thomas Morgenstern

### Zilver
- Alpineskiën
  - Heren afdaling: Michael Walchhofer
  - Heren Super G: Hermann Maier
  - Dames combiatie: Marlies Schild
  - Dames slalom: Nicole Hosp
  - Heren slalom: Reinfried Herbst

- Noordse combinatie
  - Individueel: Felix Gottwald

- Schansspringen
  - Grote schans individueel: Andreas Kofler

### Brons
- Alpineskiën
  - Heren combinatie: Rainer Schönfelder
  - Dames Super G: Alexandra Meissnitzer
  - Heren reuzenslalom: Hermann Maier
  - Dames slalom: Marlies Schild
  - Heren slalom: Rainer Schönfelder

- Snowboarden
  - Heren parallel reuze slalom: Siegfried Grabner

- Langlaufen
  - Heren 50 km vrije stijl massa start: Mikhail Botwinov

### 4de plekken
- Alpineskiën
  - Dames combinatie - Kathrin Zettel
  - Dames afdaling - Renate Götschl
  - Dames reuzenslalom - Nicole Hosp
- Biatlon
  - Heren 10 km sprint - Wolfgang Perner
- Rodelen
  - Dubbel - Markus Schiegl en Tobias Schiegl
- Snowboarden
  - Heren parallel reuzenslalom - Siegfried Grabner
  - Dames parallel reuzenslalom - Doris Günther

Albanië · Algerije · Amerikaanse Maagdeneilanden · Andorra · Argentinië · Armenië · Australië · Azerbeidzjan · België · Bermuda · Bosnië en Herzegovina · Brazilië · Bulgarije · Canada · Chili · China · Chinees Taipei · Costa Rica · Cyprus · Denemarken · Duitsland · Estland · Ethiopië · Finland · Frankrijk · Georgië · Griekenland · Groot-Brittannië · Hongarije · Hongkong · Ierland · IJsland · India · Iran · Israël · Italië · Japan · Kazachstan · Kenia · Kirgizië · Kroatië · Letland · Libanon · Liechtenstein · Litouwen · Luxemburg · Macedonië · Madagaskar · Moldavië · Monaco · Mongolië · Nederland · Nepal · Nieuw-Zeeland · Noord-Korea · Noorwegen · Oekraïne · Oezbekistan · Oostenrijk · Polen · Portugal · Roemenië · Rusland · San Marino · Senegal · Servië en Montenegro · Slovenië · Slowakije · Spanje · Tadzjikistan · Thailand · Tsjechië · Turkije · Venezuela · Verenigde Staten · Wit-Rusland · Zuid-Afrika · Zuid-Korea · Zweden · Zwitserland